# Enallagma boreale
Enallagma boreale là một loài chuồn chuồn kim trong họ Coenagrionidae.
Enallagma boreale là chuồn chuồn kim nhỏ với chiều dài 1 đến 1,6 inch. Con đực chủ yếu có màu xanh ở hai bên của ngực, và phía trên của bụng của nó. Bụng phụ dưới dài hơn so với các phần phụ trên. Cơ thể của con cái có màu xanh vàng đến màu nâu. Phía trên cùng của bụng của nó là chủ yếu là màu đen.
Loài này phân bố ở Hoa Kỳ và Canada.

## Phân bố
- Hoa Kỳ: (Alaska • Arizona • California • Colorado • Connecticut • Idaho • Iowa • Indiana • Massachusetts • Maine • Michigan • Missouri • Montana • New Hampshire • New Jersey • New Mexico • Ohio • Pennsylvania • đảo Rhode • quần đảo Virgin thuộc Mỹ • Utah • Vermont • Washington • Wisconsin • Tây Virginia)
- Canada: (Alberta • British Columbia • Manitoba • New Brunswick • Northwest Territories • Nova Scotia • Nunavut • Ontario • đảo Prince Edward • Quebec • Saskatchewan • Yukon)